# بومی آرمادا
بومی آرمادا (انگلیسی: Bumi Armada) شرکت خدمات نفتی مالزیایی است، که در سال ۱۹۹۵ تأسیس شد.